# 破間川
破間川（あぶるまがわ）は、新潟県魚沼市を流れる一級河川。信濃川水系魚野川の支流。

## 名前の由来
「破間（あぶるま）」はアイヌ語が語源であり、「川に沿って開けた土地」という意味があるとされる。

## 地理
新潟県東部に連なる越後山脈の魚沼市と三条市の境界に位置する守門岳付近に源を発する。概ね南西へ流れ、魚沼市の小出地区で魚野川に合流する。
上流域は守門岳・浅草岳・毛猛山・未丈ヶ岳などの山岳地帯を中心に越後三山只見国定公園に指定され自然が豊かである。

## 主な支流
上流側から順に以下の通り。
- 末沢川（延長16.4 km[1]）
- 黒又川（くろまたがわ、延長23.8 km[1]）
- 西川（延長10.345 km[1]）
- 和田川（延長14.747 km[1]）
- 羽根川（延長8.417 km[1]）

1970年頃までは黒又川との合流点より上流は平石川（ひらいしがわ）と呼ばれており、破間川の源流は平石川と黒又川に二分されるものとされていた。流域面積は平石川の方がやや大きいが、流路長は黒又川の方が10km程長い。現在では平石川筋を本流として破間川と呼ばれているが、破間川ダムの下流にある平石川取水ダムに名称の名残がある。
魚野川に合流する直前に羽根川が支流として合流しているが、小出市街地の洪水対策のためもともと魚野川に合流していた羽根川を破間川に合流するように河川改修されている。

## 河川施設

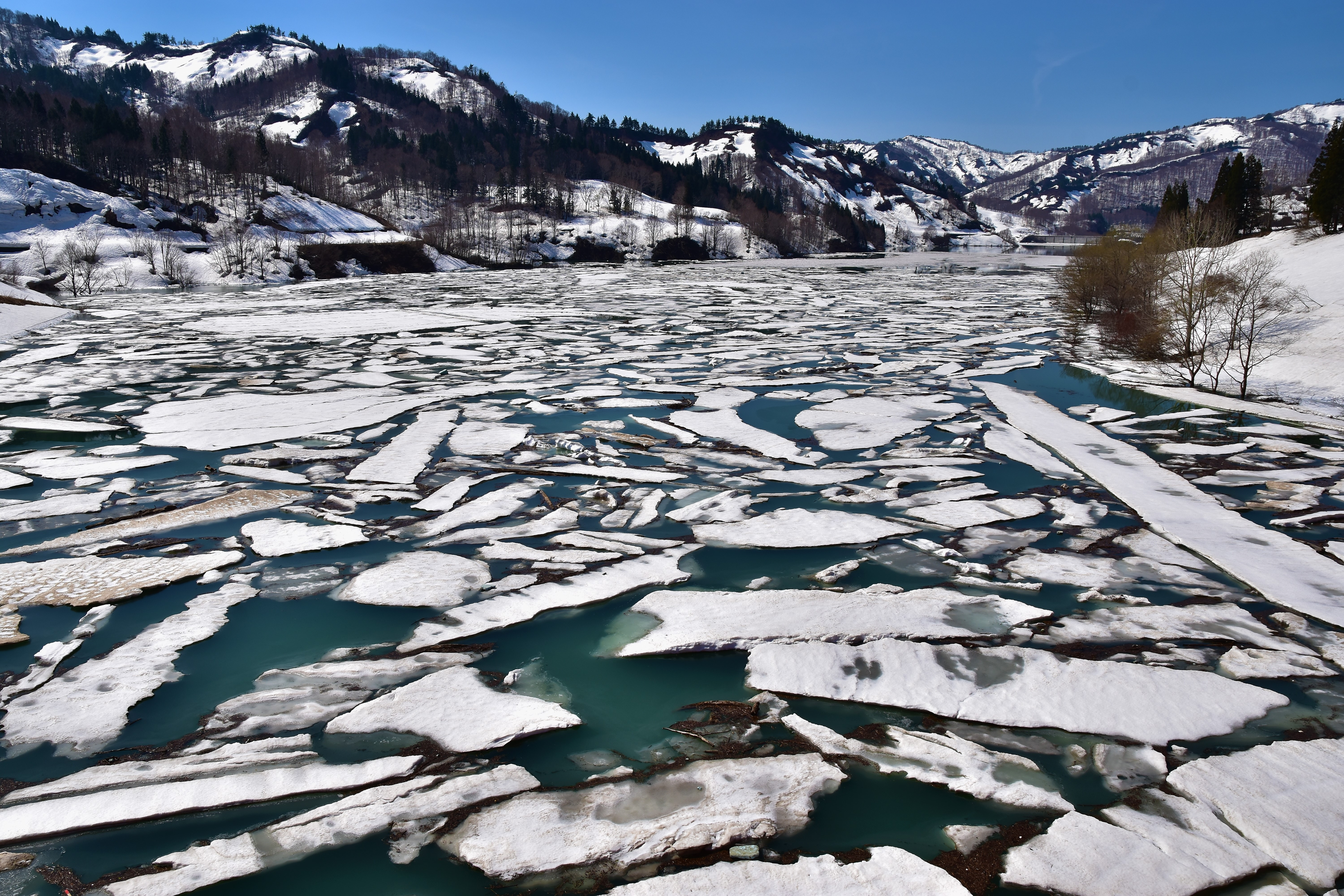
破間川ダムの「雪流れ」（2018年4月）

流域は豪雪地帯で豊富な雪解け水を利用した水力発電が盛んで、以下のように多くの施設が設けられている（支流の施設を含む）。
- 破間川ダム（本流、破間川発電所） - 「雪流れ」と呼ばれる現象が名物である。
- 平石川取水ダム（本流、末沢発電所）
- 黒又ダム（黒又川、上条発電所・須原発電所）
- 黒又川第一ダム（黒又川、黒又川第一発電所）
- 黒又川第二ダム（黒又川、黒又川第二発電所）
- 藪神ダム（本流、藪神発電所・第二藪神発電所）
- 広神ダム（和田川、広神発電所）

## 並行する交通
JR只見線と国道252号が魚沼市大白川から合流点付近まで並行する。

## ギャラリー

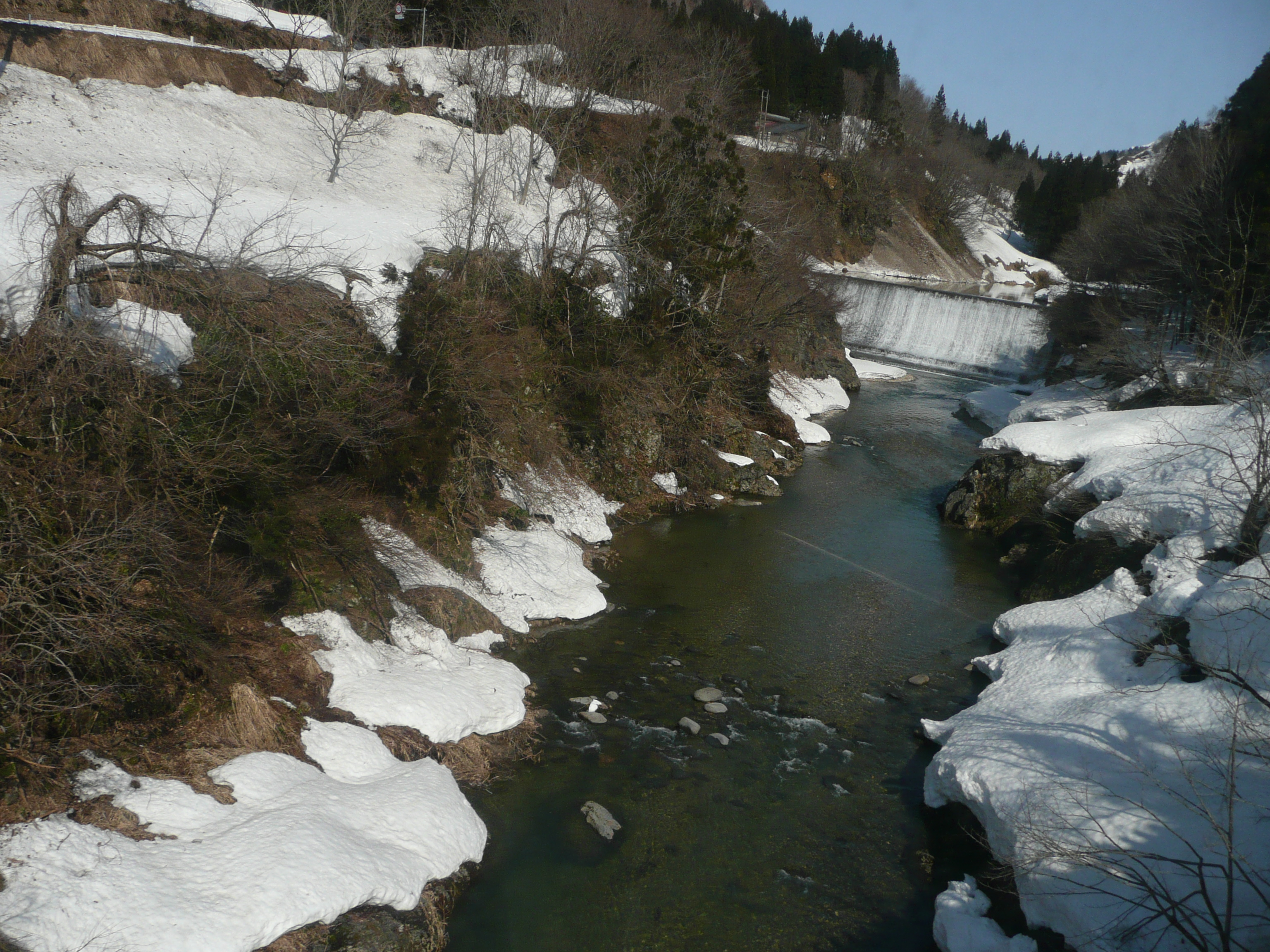
只見線越後須原 - 上条間の車窓にて。 2008年3月22日撮影
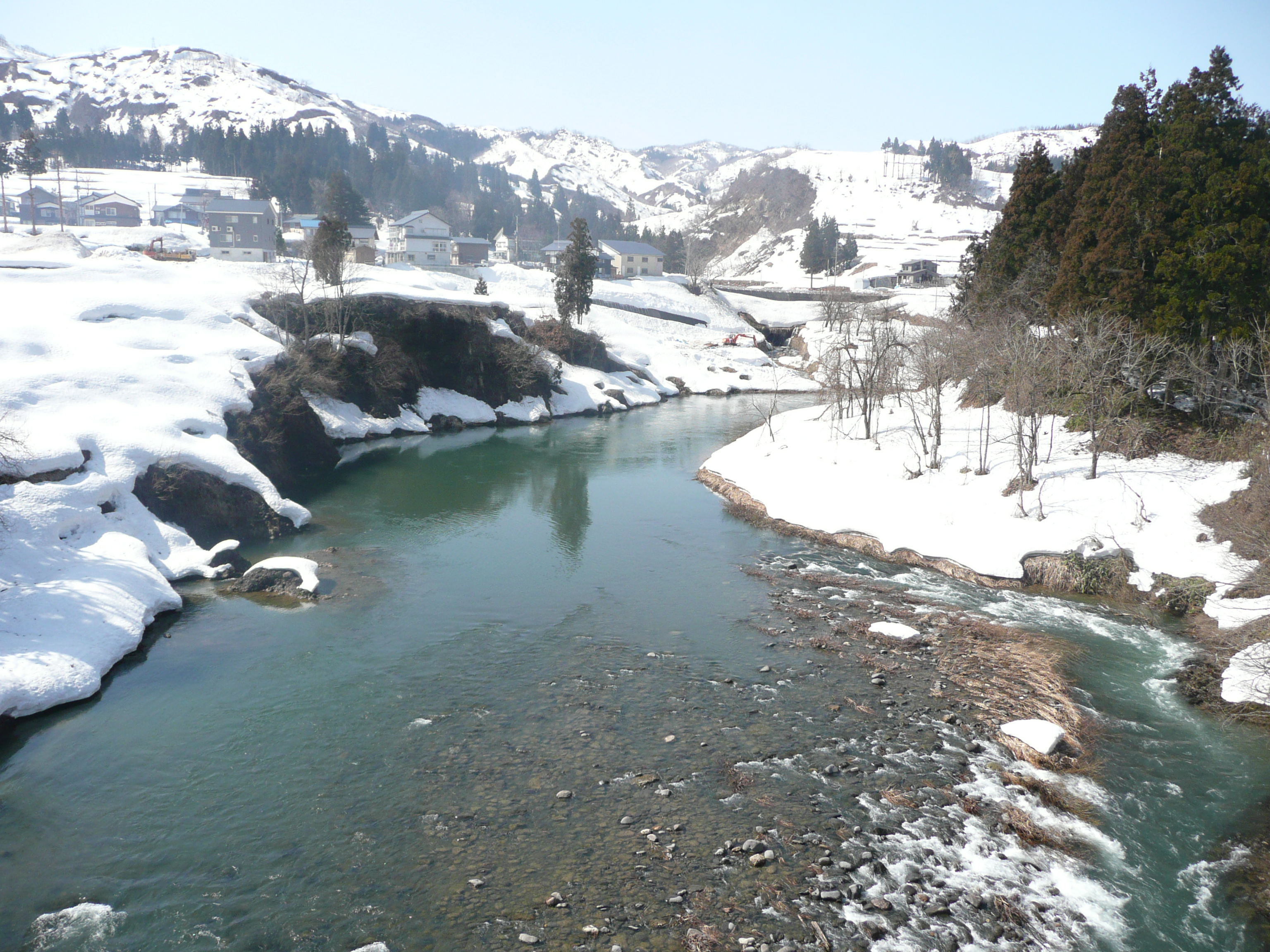
只見線柿ノ木 - 大白川間の車窓にて。 2008年3月22日撮影